# Músculo aductor mayor
El músculo aductor mayor, aductor mayor del muslo, aductor magno o tercer aductor es un músculo originado en la rama inferior del isquion y del pubis, y en la tuberosidad isquiática, insertándose el fascículo posterior, en el tubérculo aductor, situado en el epicóndilo medial del fémur y el fascículo anterior en el labio medial de la línea áspera del fémur.
Está situado en la parte posterior del compartimento medial del muslo, en su zona más profunda, delimitando la frontera entre el espacio medial y el posterior. Tiene una forma triangular, de abanico, debido a su anclaje por su vértice a la pelvis y su inserción en el fémur a través de su base expandida.
Está formado por dos fascículos, los cuales forman arcadas tendinosas en su inserción. El fascículo anterior se expande en sentido lateral e inferior, y en cambio, el fascículo posterior lo hace de manera prácticamente vertical. Por ellas pasan los vasos perforantes, ramas de las arteria femoral profunda y vena femoral profunda.
El fascículo posterior de trayecto longitudinal, formará una arcada tendinosa de mayor tamaño, que corresponde al hiato del aductor.

## Inervación e irrigación
Su inervación la forman el nervio ciático posterior y la rama posterior del nervio obturador, el cual contiene fibras de las raíces lumbares III y IV. La porción recta o posterior de este músculo estará inervada por el nervio ciático, mientras que la porción corta o anterior lo estará por el nervio obturador. En cuanto a irrigación, es nutrido por la ramas de la arteria circunfleja medial y ramas perforantes de la arteria femoral profunda (arteria femoral). En su inserción al final del fémur existe el anillo del aductor mayor o conducto de Hunter o membrana vastoaductora (vasto medial-aductor mayor) por donde circulan la arteria femoral, la vena femoral y el nervio safeno. También contiene a la arteria descendente de la rodilla.
```
El 
conducto de Hunter
 será la referencia en la que cambiarán de nombre los elementos que pasan por él: la 
arteria femoral
 pasará a llamarse poplítea y la 
vena poplítea
 pasará a llamarse femoral.
```

## Función
Es un músculo monoarticular. Su tercio superior a veces se diferencia y se denomina aductor mínimo. Sus funciones son la aducción, rotación y flexión del fémur, además de estabilizar la pelvis y la columna vertebral.
En bipedestación, impide la apertura total de las piernas por la influencia del peso corporal. Durante la marcha, junto a los glúteo menor y glúteo medio, se activa en la pierna de apoyo y balancea la pelvis sobre la cabeza del fémur de forma que equilibra el centro de gravedad del cuerpo. Conduce la pierna de nuevo a su lugar desde posiciones de flexión o fuerte extensión de la cadera y de rotación máxima.
Colabora en la rotación lateral (fibras superiores), rotación medial (fibras inferiores) y extensión del muslo. 